# Anoplopomatidae

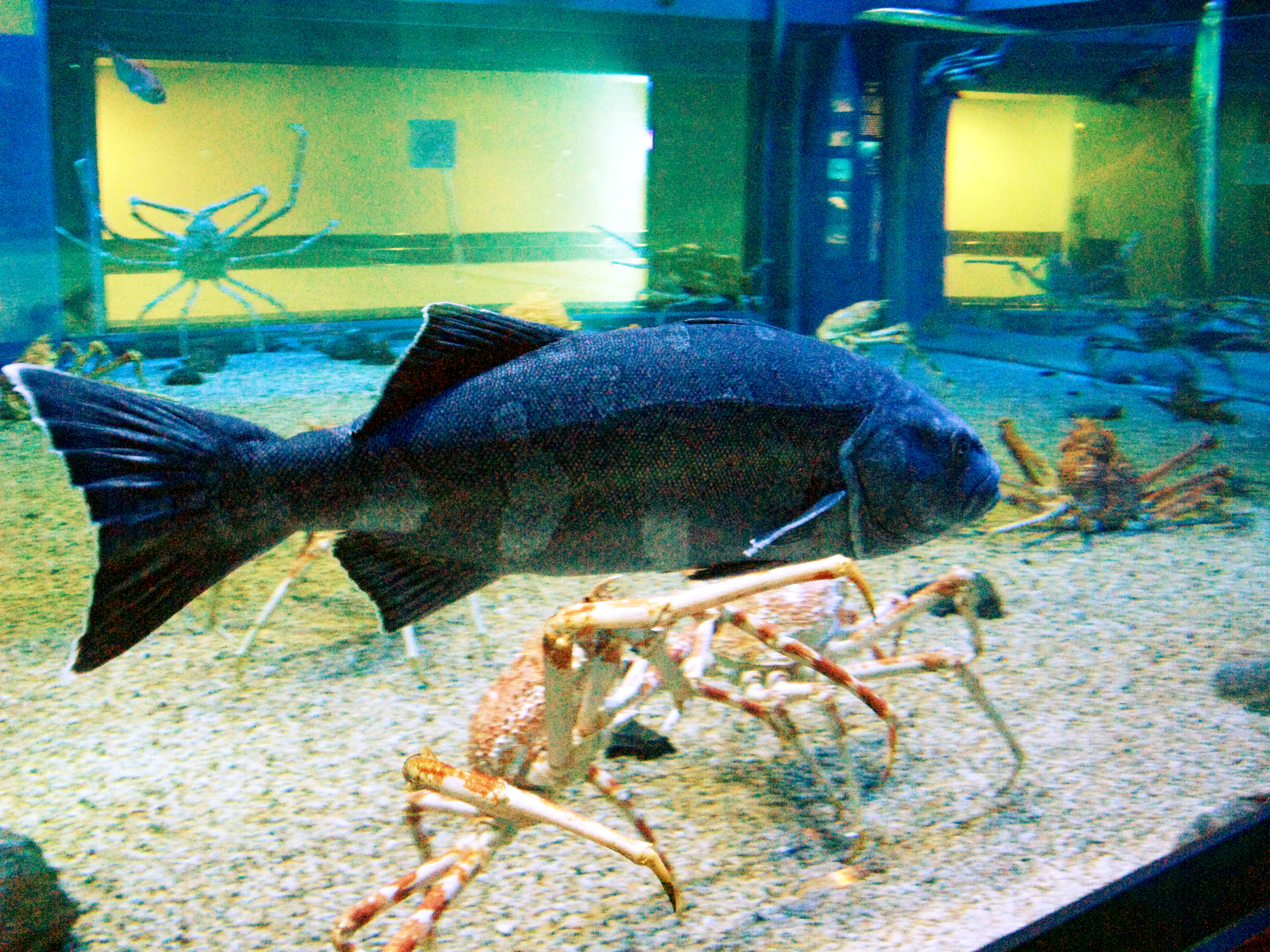
Erilepis zonifer.

Anoplopomatidae es una familia de peces marinos, la única del suborden Anoplopomatoidei dentro del orden Scorpaeniformes, distribuidos por la costa norte del Pacífico, desde California hasta el Japón. Su nombre procede del griego: anoplos (desarmado) + pomatos (cubierta). De forma incorrecta se los suele llamar "pez mantequilla".
Aparecen por primera vez en el registro fósil en el Mioceno, durante el Terciario superior.

## Morfología
Tienen el cuerpo moderadamente alargado y comprimido, con una longitud máxima descrita de 183 cm.
La cabeza sin crestas, espinas ni cirros, y con dos fosas nasales en cada lado bien desarrolladas; escamas ctenoideas muy pequeñas, recubriendo tanto el cuerpo como la cabeza y exteniéndose por las aletas; tienen también una línea lateral completa; tiene los dientes muy pequeños y numerosos; no tienen vejiga natatoria.
Poseen dos aletas dorsales, la primera con 12 a 30 espinas grandes y la segunda con 1 a 2 espinas pequeñas y 15 a 21 radios blandos, mientras que la aleta anal se localiza opuesta a la segunda aleta dorsal y posee 2 o 3 espinas pequeñas, y las aletas pectorales se encuentran en posición torácica.

## Ecología
El bacalao negro (fimbria Anoplopoma) es una especie de pez de aguas profundas, común en el océano Pacífico Norte. Los bacalaos negros adultos son depredadores oportunistas y generalistas, se alimentan de peces (incluyendo abadejo de Alaska, eulachon, capelán, arenque, lanzón, y el bacalao del Pacífico), calamar, eufáusidos, medusas (Yang y Nelson, 2000). Los bacalaos negros legan a ser muy longevos, con una edad máxima registrada de 94 años (Kimura et al. 1998).
El pez sable se encuentra en los fondos fangosos en el norte del Pacífico, a profundidades de 300 a 2700 m (1000 a 9000 pies) y es de importancia comercial a Japón.

## Hábitat
Son peces marinos con adultos habitantes de aguas bastante profundas mientras que los juveniles suelen encontrarse cerca de la superficie en aguas poco profundas; se alimentan de crustáceos, cefalópodos, gusanos y de otros peces.

## Géneros y especies
Existen sólo dos especies, cada una de un género distinto:
- Género Anoplopoma (Ayres, 1859)
  - Anoplopoma fimbria (Pallas, 1814) - Bacalao negro.

- Género Erilepis (Gill, 1894)
  - Erilepis zonifer (Lockington, 1880)

## Importancia para el hombre
La especie llamada bacalao negro tiene gran importancia pesquera en el norte del Pacífico para su explotación comercial, siendo común encontrarla en los mercados.